# 567 Eleutheria
Eleutheria (asteroide 567) é um asteroide da cintura principal com um diâmetro de 93,41 quilómetros, a 2,8298186 UA. Possui uma excentricidade de 0,096006 e um período orbital de 2 022,96 dias (5,54 anos).
Eleutheria tem uma velocidade orbital média de 16,14103114 km/s e uma inclinação de 9,27314º.
Esse asteroide foi descoberto em 28 de Maio de 1905 por Paul Götz.